# Partimpim Dois
 (janvier 2010).
Partimpim Dois ( « Partimpim Deux ») est le neuvième album d'Adriana Calcanhotto, sorti en 2009. Il s'agit du deuxième recueil de chansons enfantines.

## Liste de chansons
1. Baile Partimcundum - 2:53
2. Ringtone de Amor - 1:41
3. Trenzinho do Caipira - 3:38
4. Alface - 3:06
5. Menina, Menino - 3:05
6. Na Massa - 3:50
7. O Homem Deu Nome a Todos Animais (Man Gave Name to All the Animals) - 3:58
8. Alexandre - 6:14
9. Gatinha Manhosa - 2:26
10. Bim Bom - 3:33
11. As Borboletas - 4:47